# Suore francescane di Santa Chiara
Le Suore Francescane di Santa Chiara sono un istituto religioso femminile di diritto pontificio: le suore di questa congregazione pospongono al loro nome la sigla S.F.S.C.

## Storia
La congregazione fu fondata il 19 marzo 1903 a Corleone da Maria Teresa Cortimiglia (1867-1934).
L'istituto, aggregato al Terzo Ordine Regolare di San Francesco dal 9 marzo 1923, ricevette il pontificio decreto di lode il 25 marzo 1971.

## Attività e diffusione
Le suore della congregazione si dedicano all'istruzione e all'educazione cristiana della gioventù.
Oltre che in Italia, sono presenti in Colombia, a Panama, in Polonia e in Svizzera; la sede generalizia è a Santa Maria delle Mole.
Alla fine del 2008 la congregazione contava 267 religiose in 26 case.